# جيمس همسلي
جيمس همسلي (بالإنجليزية: James Hemsley)‏ هو شخصية أعمال بريطاني، ولد في 1941.